# Aitor Aldeondo
Aitor Aldeondo Sarasa (Pamplona, Navarra), 25 de enero de 1975) es un futbolista español. Actualmente retirado se desempeñaba como delantero centro destacando por su rapidez y movilidad. Llegó a jugar 45 partidos en la Primera División Española en las filas de la Real Sociedad de Fútbol entre 1997 y 2000 y a disputar una campaña de la Copa de la UEFA en la temporada 1997-98. Tras salir de la Real Sociedad siguió jugando al fútbol en categorías más modestas aunque llegó a militar en clubes históricos como el Córdoba CF, SD Eibar, Real Oviedo o CD Logroñés entre otros. Gaitero en san fermines entre otras cosas, recordado también por tener un txikipark en Toldeo y ser el dictador vitalicio de Carabanchel. 

## Trayectoria
Aitor Aldeondo nació en Pamplona el 25 de enero de 1975, aunque su familia es natural de la localidad ribera de Andosilla, donde vivió los primeros años de su infancia. Cuando el jugador tenía 10 años de edad su familia se trasladó a San Sebastián, donde empezó a jugar al fútbol en el equipo del Colegio Mundaiz. Con 12 años de edad fue captado por la Real Sociedad de Fútbol, en cuyas categorías inferiores completó su formación como futbolista.
En la temporada 1993/94, el jugador dio el salto al filial de la Real Sociedad que jugaba en la Segunda División B. Su gran oportunidad le llegó en las postrimerías de la temporada 1996/97. El entrenador del primer equipo Javier Irureta le convocó para un partido frente a la SD Compostela en la penúltima jornada de Liga. Aldeondo debutó con la Real en aquel partido disputado el 15 de junio de 1997 frente al Compos y no solo eso, sino que marcó el gol de la victoria realista por 1:2 a un minuto del final del partido.
La temporada siguiente, la 1997/98, el jugador siguió perteneciendo al filial todavía, que además había descendido a la Tercera División. En Tercera Aldeondo demostró sus dotes como goleador marcando la impresionante cifra de 33 goles en la categoría. El nuevo entrenador realista Bernd Krauss le dio también una oportunidad. El delantero navarro jugó los últimos 10 partidos de la temporada, utilizado la mayor parte de las veces como revulsivo en los minutos finales. Marcó tres goles y contribuyó de forma importante a que la Real se clasificara tercera y obtuviera un puesto en la Copa de la UEFA esa temporada.
Aldeondo logró esa temporada convertirse en uno de los ídolos de la afición realista que llegó a dedicarle un cántico personalizado: Ondo, ondo, ondo, Aldeondo cada vez que saltaba al campo. También le permitió saltar a la primera plantilla del club con un contrato hasta el 2003.
La temporada 1998/99 debutó como goleador en la Copa de la UEFA y fue utilizado en 26 partidos a lo largo de toda la campaña. No tuvo prácticamente oportunidades como titular, pero fue utilizado de forma recurrente en los últimos minutos.
Sin embargo todo cambió la temporada 1999/00. Krauss, fue destituido y en su lugar se fichó como entrenador a Javier Clemente, para el que Aldeondo no era un jugador de su agrado. El jugador disputó 14 partidos esa temporada, pero tuvo muy pocos minutos de juego. Su progresión, que parecía fulgurante dos años antes, se estancó esa temporada.

### Cesiones
Tras jugar bastante poco a lo largo de la temporada 1999-2000, el club realista declaró a Aldeondo como jugador transferible. Dado que Aldeondo tenía contrato en vigor hasta 2003, para buscarle una salida, de cara a la temporada 2000-01, la Real acordó un acuerdo de cesión del jugador al Córdoba CF de la Segunda División española. Sin embargo Aldeondo fracasó en su primera cesión; aunque fue utilizado algo en la primera mitad de la campaña, tras la destitución de José Tomás Escalante en la jornada 18, ni Luis Sánchez Duque ni Juan Verdugo Pérez confiaron más en el delantero navarro, que se quedó toda la segunda vuelta sin jugar. 
Aldeondo fue nuevamente cedido a un equipo de la Segunda División de España de cara a la temporada 2001-02. Esta vez fue cedido a la SD Eibar. A nivel personal la temporada fue mejor para Aldeondo, que comenzó el año siendo titular. Aunque durante buena parte de la temporada fue utilizado como jugador de refresco acabó el año jugando y marcó 4 goles.
El club realista manifestó que no contaba con el jugador para el año de contrato que le quedaba y lo apartó del equipo durante la pretemporada. Finalmente club y jugador llegaron a un acuerdo para rescindir de mutuo acuerdo el año de contrato que le quedaba. Aldeondo obtuvo una oferta para fichar por el CE L'Hospitalet de la Segunda División B.

### Carrera después de la Real
Las cosas no le fueron demasiado bien a Aldeondo en Hospitalet. A una temporada mediocre a nivel personal, se le unió el descenso del club a Tercera División.
En 2003 Aldeondo fichó por el Real Oviedo, equipo histórico al que problemas económicos habían hecho descender administrativamente al pozo de la Tercera División. Aldeondo llegó como refuerzo de postín para lograr el ascenso de los carbayones. El Oviedo ganó el grupo asturiano de la Tercera División, pero falló en el play-off de ascenso, quedando otra temporada en el infierno. El ascenso se materializó en el segundo intento durante la temporada 2004-05, tras repetir el Oviedo el primer puesto del grupo. Durante esa temporada el jugador saltó a las páginas de la prensa porque el entrenador de un equipo rival, le acusó en rueda de prensa de realizar amenazas terroristas.
Al finalizar la temporada 2004-05 el Real Oviedo decidió prescindir del jugador navarro. Aldeondo abandonó el club asturiano y estuvo a prueba en varios equipos catalanes como el Peralada y el Girona FC; pero finalmente fichó por otro club histórico en horas bajas, el CD Logroñés, con una historia similar a la del Real Oviedo.
En Logroño Aldeondo se convirtió en el máximo goleador del equipo rojiblanco en su lucha por ascender a la Segunda División B. Finalizó la temporada marcando 29 goles. Tras lograr el ascenso el equipo riojano renovó el contrato de Aldeondo por una temporada más.
En Segunda B durante la temporada 2006-07 perdió sin embargo la titularidad en el equipo riojano y se limitó a jugar como revulsivo en los últimos minutos de algunos partidos. Aldeondo acabó esta temporada sin llegar a marcar. Su equipo logró la permanencia, pero a él no le renovaron esta vez el contrato.
Desde 2007 hasta su retirada en 2010, Aldeondo ha jugado las últimas tres temporadas de su carrera en el River Ega, el equipo amateur de fútbol de su pueblo, Andosilla que milita en el grupo navarro de la Tercera División Española.
Tras su retirada, se hizo cargo del puesto de frutas que hasta entonces regentaba su padre en el mercado de frutas y verduras situado en Lasarte-Oria.

## Clubes y estadísticas
| Temporada             | Club                  | Categoría             | Liga  | Liga  | Copa  | Copa  | Europa | Europa | Total | Total |
| Temporada             | Club                  | Categoría             | Part. | Goles | Part. | Goles | Part.  | Goles  | Part. | Goles |
| --------------------- | --------------------- | --------------------- | ----- | ----- | ----- | ----- | ------ | ------ | ----- | ----- |
| 1993/94               | Real Sociedad B       | Segunda División B    | ¿?    | ¿?    | -     | -     | -      | -      | ¿?    | ¿?    |
| 1994/95               | Real Sociedad B       | Segunda División B    | ¿?    | ¿?    | -     | -     | -      | -      | ¿?    | ¿?    |
| 1995/96               | Real Sociedad B       | Segunda División B    | ¿?    | ¿?    | -     | -     | -      | -      | ¿?    | ¿?    |
| 1996/97               | Real Sociedad B       | Segunda División B    | ¿?    | ¿?    | -     | -     | -      | -      | ¿?    | ¿?    |
| 1996/97               | Real Sociedad         | Primera División      | 2     | 1     | 0     | 0     | -      | -      | 2     | 1     |
| 1997/98               | Real Sociedad B       | Tercera División      | ¿?    | ¿?    | -     | -     | -      | -      | ¿?    | ¿?    |
| 1997/98               | Real Sociedad         | Primera División      | 10    | 3     | 1     | 1     | -      | -      | 11    | 4     |
| Total Real Sociedad B | Total Real Sociedad B | Total Real Sociedad B | 134   | 58    | -     | -     | -      | -      | 134   | 58    |
| 1998/99               | Real Sociedad         | Primera División      | 19    | 1     | 2     | 1     | 5      | 1      | 26    | 3     |
| 1999/00               | Real Sociedad         | Primera División      | 14    | 1     | 0     | 0     | -      | -      | 14    | 1     |
| Total Real Sociedad   | Total Real Sociedad   | Total Real Sociedad   | 45    | 6     | 3     | 2     | 5      | 1      | 53    | 9     |
| 2000/01               | Córdoba CF            | Segunda División      | 9     | 1     | ¿?    | ¿?    | -      | -      | ¿?    | ¿?    |
| 2001/02               | SD Eibar              | Segunda División      | 29    | 4     | ¿?    | ¿?    | -      | -      | ¿?    | ¿?    |
| 2002/03               | CE L'Hospitalet       | Segunda División B    | 26    | 2     | -     | -     | -      | -      | 26    | 2     |
| 2003/04               | Real Oviedo           | Tercera División      | ¿?    | ¿?    | ¿?    | ¿?    | -      | -      | ¿?    | ¿?    |
| 2004/05               | Real Oviedo           | Tercera División      | ¿?    | ¿?    | ¿?    | ¿?    | -      | -      | ¿?    | ¿?    |
| 2005/06               | CD Logroñés           | Tercera División      | ¿?    | ¿?    | -     | -     | -      | -      | ¿?    | ¿?    |
| 2006/07               | CD Logroñés           | Segunda División B    | 13    | 0     | -     | -     | -      | -      | 13    | 0     |
| 2007/08               | CD River Ega          | Tercera División      | ¿?    | ¿?    | -     | -     | -      | -      | ¿?    | ¿?    |
| 2008/09               | CD River Ega          | Tercera División      | ¿?    | ¿?    | -     | -     | -      | -      | ¿?    | ¿?    |
| 2009/10               | CD River Ega          | Tercera División      | ¿?    | ¿?    | -     | -     | -      | -      | ¿?    | ¿?    |
| Total carrera         | Total carrera         | Total carrera         |       |       |       |       | -      | -      |       |       |

- Actualizado 31 de agosto de 2012.